# أنطوني موديست
أنطوني مبو أجوجو موديست (بالفرنسية: Anthony Mbu Agogo Modeste) (مواليد 14 أبريل 1988)، هو لاعب كرة قدم فرنسي يلعب ك‍مهاجم لصالح نادي إنترسيتي في الدوري الإسباني الدرجة الرابعة. سبق أن لعب لصالح النادي الأهلي في الدوري المصري الممتاز.

## مسيرته الكروية
بدأ موديست مسيرته المهنية عندما كان مراهقًا في نادي نيس الفرنسي. لقد أظهر لمحات من إمكاناته الهائلة عندما لعب مع نيس، حيث قدم العديد من العروض الرائعة جدا للاعب صغير جدًا
أثناء موسم 2009–2010 تمت إعارة موديست إلى أنجيه. في سن 21 عامًا فقط )، أثبت موديست نجاحه الكبير مع أنجيه ، حيث سجل 20 هدفًا في الدوري خلال ذلك الموسم وتم اختياره أيضًا ضمن فريق الموسم في الدوري ، جذبت عروضه الجذابة خلال فترة إعارته إلى أنجيه اهتمام العديد من الأندية الفرنسية والإنجليزية الكبرى.
فى 13 أغسطس 2010 انضم موديست إلى بوردو العريق قادمًا من نيس مقابل 3.5 مليون يورو ووقع عقدًا لمدة أربع سنوات
في 19 يناير 2012 انضم موديست إلى بلاكبيرن روفرز على سبيل الإعارة للوقت المتبقى من موسم موسم 2011–2012 في الدوري الإنجليزي الممتاز ، مع إصرار بوردو على أنه لن يكون هناك خيار للشراء في نهاية فترة الإعارة.
هبط بلاكبيرن روفرز إلى الدرجة الثانية ف موسم 2011–2012 في الدوري الإنجليزي الممتاز بعد أن حصل موديست على بطاقة حمراء في احدا المباريات الأخيرة بالموسم ضد وست بروميتش والتي خسرها بلاكبيرن في النهاية 3–0 و كان البقاء مع بلاكبيرن للموسم التالي مستحيلًا .
في 31 يوليو 2012، وقع على سبيل الإعارة لصالح نادي باستيا، و سجل هدفاً في أول ظهور له أمام سوشو، و حقق نجاحًا كبيرًا مع باستيا حيث سجل 15 هدفًا في الدوري الفرنسي وصنع العديد من الأهداف و كان أفضل لاعب في باستيا في هذا الموسم.
في 9 يوليو 2013 وقع موديست مع فريق هوفنهايم الألماني بعقد مدته ثلاث سنوات وسجل هدف وصنع آخر في أول ظهور له في الدوري الألماني ضد نورنبرغ والتي انتهت بالتعادل 2–2، ثم سجل هدفين في الفوز 1–5 على هامبورج داخل قواعده، سجل أيضاً في أول ظهور له في كأس ألمانيا هدفين و صنع آخر في الفوز على فيجيساك.
سجل موديستي في ثلاث مباريات متتالية في أواخر مارس بما في ذلك الهدف الأول أمام حامل اللقب بايرن ميونيخ والتى إنتهت بالتعادل 3–3، في 26 أبريل ضد أينتراخت فرانكفورت حصل موديست على بطاقة حمراء نتيجة رد فعل عنيف تجاه اللاعب كارلوس زامبرانو و تم إيقاف موديستي من قبل الاتحاد الألماني لكرة القدم، وأنهى موديست موسمه برصيد 14 هدفًا في 33 مباراة وكان يشكل قوة كبيرة لهجوم فريق هوفنهايم رفقة البرازيلي روبرتو فيرمينو.
خلال موسمين مع هوفنهايم شارك موديست في 62 مباراة و سجل 23 هدفًا.
في 26 يونيو 2015 انضم موديست إلى نادي كولن الألماني و وقع عقدًا لمدة أربع سنوات و شارك موديست لأول مرة و سجل ثلاثية "هاتريك" في الفوز 4–0 بالجولة الأولى من كأس ألمانيا، و جاء هدفه الأول بعد 45 ثانية فقط مما يجعله أسرع هدف في كأس ألمانيا في تاريخ نادي كولن.
في أول ظهور له في الدوري الألماني مع كولن أمام شتوتغارت في 16 أغسطس، سجل موديست ركلة جزاء حصل عليها بنفسه ليقود فرقه لتحقيق الفوز على العريق شتوتغارت.
سجل موديست 7 أهداف في أول 9 مباريات له في جميع المسابقات مع كولن، و ظهر موديست كبديل للمرة الأولى والوحيدة في هذا الموسم وسجل هدف الفوز 2–1 على بروسيا دورتموند في الدقائق الأخيرة.
بعد الموسم، تم الاستفسار عن موديست من قبل وست هام يونايتد وكذلك الجانب الصيني بكين جوان، الذي قدم ما وصفه موديست بـ "العرض الضخم". ومع ذلك، وقع موديستي عقدًا جديدًا مع كولن في 4 يوليو 2016، يستمر حتى صيف 2021 وتبلغ قيمته 2.5 مليون يورو سنويًا، مشيرًا إلى الرعاية الطبية في ألمانيا فيما يتعلق بابنه.
أراد المدير الرياضي يورغ شمادتكه أن يعرض عليه عقدًا بسبب "التزامه تجاه النادي" بالإضافة إلى "قيمته العالية" للفريق، بينما ذكر أيضًا أنه "أثبت أنه مهاجم جيد في الدوري الألماني" في موسمه الأول مع كولن.
موسم 2016–2017
بأداء رائع للغاية من موديست هذا الموسم أوصل كولن إلى صدارة الترتيب لأول مرة منذ 20 عامًا تقريبًا و سجل موديستي في جميع المباريات الخمس في أكتوبر، بدءًا من هدف التعادل1–1 أمام حامل اللقب بايرن ميونخ في ملعب أليانز أرينا و هدفين في الفوز 2–1 على إنغولشتات ليتصدر صدارة التهديف في الدوري الألماني برصيد 7 أهداف، و سجل موديستي أول ثلاثية له هذا الموسم ضد هامبورغ في الفوز 3-0، مما رفع إجمالي أهدافه في صدارة الدوري إلى 11 هدفاً
انتقل موديست إلى الدوري الصيني الممتاز مع تيانجين كوانجيان حيث تم إعارة موديست إلى تيانجين كوانجيان لمدة عامين مقابل 6 ملايين يورو، مع أحقية الشراء مقابل 29 مليون يورو، في 15 يوليو 2017 أعلن تيانجين كوانجيان عن ضم موديست نهائياً.
في أغسطس 2018، عاد موديست إلى كولن و في 1 فبراير 2021 أعلن كولن أن موديست سينضم إلى العريق الفرنسي سانت إتيان على سبيل الإعارة حتى نهاية الموسم.
في 8 أغسطس 2022 أعلن العملاق الألماني بوروسيا دورتموند عن ضم موديست من نادي كولن بعقد لمدة عام واحد ليحل محل الإيفواري سيباستيان هالر.
و في 8 أكتوبر سجل هدف التعادل في الأنفاس الأخيرة في الدقيقة 95 في مباراة الكلاسيكو ضد بايرن ميونيخ في الدوري الألماني لتصبح النتيجة 2–2.
و في 29 مايو 2023 أعلن دورتموند رحيل خمسة لاعبين من بينهم موديست.
ظل موديست بدون أي فريق منذ يونيو 2023 و دخل في نقاشات مع إينتراخت فرانكفورت و إف سي كولن و نيس، في 10 سبتمبر 2023 نجح النادي الأهلي المصري في ضم موديست في خطوة غير مسبوقة للأندية الأفريقية ليصبح أول لاعب فرنسي في التاريخ ينضم للنادي المصري.
وفي بطولة كأس مصر يحرز موديست أول أهدافه مع النادي الأهلي أمام نادي إنبي.
ثم يفتتح سجله التهديفي في الدوري المصري الممتاز امام نادي الجونة.

## وصلات خارجية
أنطوني موديست على موقع الاتحاد الدولي (مؤرشف)  (الإنجليزية)
- أنطوني موديست على موقع الاتحاد الأوربي (الإنجليزية)
- أنطوني موديست على موقع رابطة كرة القدم الفرنسية للمحترفين (الإنجليزية)
- أنطوني موديست على موقع إي إس بي إن إف سي (الإنجليزية)
- أنطوني موديست على موقع قاعدة بيانات كرة القدم.إي يو (الإنجليزية)
- أنطوني موديست على موقع ليكيب (الفرنسية)
- أنطوني موديست على موقع Soccerway.com (الإنجليزية)
- أنطوني موديست على موقع عالم كرة القدم.نت (الإنجليزية)
- أنطوني موديست على موقع AS.com (الإسبانية)